# Santos Abril y Castelló
Santos Abril y Castelló (Alfambra, 21 settembre 1935) è un cardinale e arcivescovo cattolico spagnolo, dal 28 dicembre 2016 arciprete emerito della Basilica Liberiana di Santa Maria Maggiore.

## Biografia
È stato ordinato sacerdote il 19 marzo 1960 e incardinato nella diocesi di Teruel.
Ha iniziato la carriera diplomatica al servizio della Santa Sede.

### Ministero episcopale e cardinalato
Nel 1985 è stato nominato arcivescovo titolare di Tamada e nunzio apostolico per la Bolivia.
Ha ricevuto la consacrazione episcopale il 16 giugno 1985 dal cardinale Agostino Casaroli.
Nel 1989 è stato trasferito alle nunziature in Camerun, Gabon e Guinea Equatoriale; nel 1996 è stato nominato nunzio per la Jugoslavia.
Nel 2000 è stato trasferito alla nunziatura in Argentina fino al 2003 quando è tornato alle nunziature in Slovenia, Macedonia e Bosnia ed Erzegovina. Il 9 gennaio 2011 sono state accettate le sue dimissioni dall'incarico per raggiunti limiti di età.
Il 22 gennaio 2011 è stato nominato vice camerlengo della Camera Apostolica e, il 2 aprile dello stesso anno, membro della Congregazione per i Vescovi.
Il 21 novembre 2011 è stato nominato arciprete della Basilica Liberiana di Santa Maria Maggiore.
Papa Benedetto XVI lo ha nominato cardinale diacono di San Ponziano nel concistoro del 18 febbraio 2012.
Il 15 gennaio 2014 papa Francesco lo ha nominato membro della commissione cardinalizia di vigilanza dell'Istituto per le opere di religione; il successivo 4 marzo i membri della commissione lo hanno nominato presidente, incarico mantenuto fino al maggio 2024 quando viene sostituito alla presidenza dal cardinale Christoph Schönborn.
Il 21 settembre 2015, al compimento dell'ottantesimo anno di età, è uscito dal novero dei cardinali elettori.
Il 28 dicembre 2016 papa Francesco ha accettato la sua rinuncia all'incarico di arciprete della Basilica liberiana di Santa Maria Maggiore; gli è succeduto il cardinale Stanisław Ryłko.
Il 4 marzo 2022 ha optato per l'ordine presbiterale, mantenendo la titolarità della sua diaconia elevata pro hac vice a titolo.

## Genealogia episcopale e successione apostolica
La genealogia episcopale è:
- Cardinale Scipione Rebiba
- Cardinale Giulio Antonio Santori
- Cardinale Girolamo Bernerio, O.P.
- Arcivescovo Galeazzo Sanvitale
- Cardinale Ludovico Ludovisi
- Cardinale Luigi Caetani
- Cardinale Ulderico Carpegna
- Cardinale Paluzzo Paluzzi Altieri degli Albertoni
- Papa Benedetto XIII
- Papa Benedetto XIV
- Papa Clemente XIII
- Cardinale Marcantonio Colonna
- Cardinale Giacinto Sigismondo Gerdil, B.
- Cardinale Giulio Maria della Somaglia
- Cardinale Carlo Odescalchi, S.I.
- Cardinale Costantino Patrizi Naro
- Cardinale Lucido Maria Parocchi
- Papa Pio X
- Papa Benedetto XV
- Papa Pio XII
- Cardinale Eugène Tisserant
- Papa Paolo VI
- Cardinale Agostino Casaroli
- Cardinale Santos Abril y Castelló

La successione apostolica è:
- Cardinale Toribio Porco Ticona (1986)
- Vescovo Mario Lezana Vaca (1986)
- Vescovo Adalberto Arturo Rosat, O.F.M. (1987)
- Vescovo Julio María Elías Montoya, O.F.M. (1987)
- Vescovo Carlos Stetter (1988)
- Vescovo Nino Marzoli, C.R. (1988)
- Arcivescovo Jesús Juárez Párraga, S.D.B. (1988)
- Vescovo Raphaël Marie Ze (1992)
- Vescovo Emmanuel Bushu (1993)
- Arcivescovo Roger Pirenne, C.I.C.M. (1994)
- Vescovo Dieudonné Watio (1995)
- Vescovo Carlos Humberto Malfa (2000)
- Vescovo Jorge Luis Lona (2000)
- Vescovo Juan Horacio Suárez (2000)
- Vescovo Stanislav Lipovšek (2010)